# Tarphius
Tarphius es un género de coleóptero de la familia Zopheridae.

## Especies
Las especies de este género son:
- Tarphius angusticollis
- Tarphius angustulus
- Tarphius azoricus
- Tarphius barbarae
- Tarphius besucheti
- Tarphius bhutanensis
- Tarphius brevicollis
- Tarphius camelua
- Tarphius canariensis
  - Tarphius canariensis canariensis
  - Tarphius canariensis postcostatus
- Tarphius caudatus
- Tarphius chilensis
- Tarphius cicatricosus
- Tarphius compactus
- Tarphius congestus
- Tarphius deformis
- Tarphius depressus
- Tarphius echinatus
- Tarphius elongatus
- Tarphius epinae
- Tarphius ericae
- Tarphius excisus
- Tarphius explicatus
- Tarphius fernandezlopezi
- Tarphius formosus
- Tarphius fraudulentus
- Tarphius gibbulus
- Tarphius gigas
- Tarphius globosus
- Tarphius gomerae
- Tarphius huggerti
- Tarphius humerosus
- Tarphius inornatus
- Tarphius kiesenwetteri
- Tarphius lauri
- Tarphius lowei
- Tarphius lutulentus
- Tarphius maroccanus
- Tarphius monstrosus
- Tarphius moyanus
- Tarphius nodosus
- Tarphius oromii
- Tarphius oulmesensis
- Tarphius palmensis
- Tarphius parallelus
- Tarphius peruvianus
- Tarphius piniphilus
- Tarphius pomboi
- Tarphius quadratus
- Tarphius quadripunctata
- Tarphius rotundatus
- Tarphius rufonodulosus
- Tarphius rugosus
- Tarphius sculptipennis
- Tarphius serranoi
- Tarphius setosus
- Tarphius simplex
  - Tarphius simplex rotundicollis
  - Tarphius simplex simplex
- Tarphius stagosus
- Tarphius supranubis
- Tarphius sylvicola
- Tarphius tacorontinus
- Tarphius tenerifae
- Tarphius testudinalis
- Tarphius tornvalli
- Tarphius truncatus
- Tarphius wollastoni
- Tarphius zerchei